# Сутан Анвар
Анвар Сутан (рођен 21. марта 1914, датум смрти непознат) био је индонежански фудбалски везни играч који је играо за Холандску Источну Индију на Светском првенству у фудбалу 1938. године. Такође је играо за ВИОС Батавију. Он је пореклом са Минангкаба од родитеља са Западне Суматере. Сутан је преминуо.